# Supercopa Sudamericana 1996
IX Supercopa Sudamericana 1996

## 1/8 finału
21.08  Argentinos Juniors –  Boca Juniors 0:2

28.08  Argentinos Juniors –  Racing Club0:1

11.09  Boca Juniors –  Racing Club 1:1

18.09  Racing Club –  Argentinos Juniors 0:0

25.09  Boca Juniors –  Argentinos Juniors 3:0

2.10  Racing Club –  Boca Juniors 0:0
| Klub               | Mecze | Zw | Rem | Por | Pkt | BrZd | BrStr |
| ------------------ | ----- | -- | --- | --- | --- | ---- | ----- |
| Boca Juniors       | 4     | 2  | 2   | 0   | 8   | 6    | 1     |
| Racing Club        | 4     | 1  | 3   | 0   | 6   | 2    | 1     |
| Argentinos Juniors | 4     | 0  | 1   | 3   | 1   | 0    | 6     |

 Peñarol –  Santos FC 1:2 i 0:3 (mecze 10.09 i 26.09)

 Independiente Buenos Aires –  CR Flamengo 0:0 i 0:1 (mecze 11.09 i 25.09)

 River Plate –  Atlético Nacional 2:2 i 1:2 (mecze 11.09 i 18.09)

 Club Olimpia –  São Paulo 2:1 i 1:2, karne 5:3 (mecze 12.09 i 19.09)

 Estudiantes La Plata –  CSD Colo-Colo 2:4 i 1:2 (mecze 12.09 i prawdopodobnie 2.10)

 Club Nacional de Football –  Cruzeiro EC 1:1 i 1:3 (mecze 17.09 i 2.10)

 Grêmio –  Vélez Sarsfield 3:3 i 0:1 (mecze 18.09 i 2.10)

## 1/4 finału
Santos FC –  Atlético Nacional 2:0 i 1:3, karne 7:6 (mecze 16.10 i 23.10)

 Vélez Sarsfield –  Club Olimpia 3:0 i 1:0 (mecze 16.10 i 23.10)

 CR Flamengo –  CSD Colo-Colo 1:1 i 0:1 (mecze 17.10 i 24.10)

 Boca Juniors –  Cruzeiro EC 0:0 i 1:1, karne 6:7 (mecze 17.10 i 23.10)

## 1/2 finału
Cruzeiro EC –  CSD Colo-Colo 3:2 i 4:0 (mecze 30.10 i 6.11)

 Santos FC –  Vélez Sarsfield 1:2 i 1:1 (mecze 30.10 i 14.11)

## FINAŁ
Cruzeiro EC –  Vélez Sarsfield 0:1 i 0:2
20 listopada 1996? ? (?)

 Cruzeiro EC –  Vélez Sarsfield 0:1(0:0)

Sędzia: O.Ruiz (Kolumbia)

Bramki: 0:1 Chilavert 87k

Cruzeiro EC: Dida, Vitor, Celio Lucio, Gilmar, Nonato, Fabinho, Ricardinho, Fonizete (Ailton 67), Cleisson, Palhinha, Paulinho McLaren

Vélez Sarsfield: Chilavert, Zandona, Sotomayor, Peligrino, Cardozo, Morigi, Husain, Gomez, Bassedas, Camps (Mendez 88), Posse (Asad 75)
4 grudnia 1996? ? (40 000)

 Vélez Sarsfield Buenos Aires –  Cruzeiro EC 2:0

Sędzia: J.Matto (Urugwaj)

Bramki: 1:0 Camps 2, Gelson 8s

Czerwone kartki: Peligrino 83 / Nonato 54, Gilmar 83, Donizate 85

Vélez Sarsfield: Chilavert, Zandona (Mendez 79), Sotomayor, Peligrino, Cardozo, Husain, Gomez, Bassedas, Morigi, Posse (Pandolfi 78), Camps (Asad 71)

Cruzeiro EC: Dida, Vitor, Gilmar, Gelson, Nonato, Fabinho, Ricardinho, Ailton, Palhinha (Donizate 73), Cleisson, Paulinho McLaren